# Perry (Florida)
Perry is een plaats (city) in de Amerikaanse staat Florida, en valt bestuurlijk gezien onder Taylor County.

## Demografie
Bij de volkstelling in 2000 werd het aantal inwoners vastgesteld op 6847.
In 2006 is het aantal inwoners door het United States Census Bureau geschat op 6804, een daling van 43 (-0,6%).

## Geografie
Volgens het United States Census Bureau beslaat de plaats een oppervlakte van
24,1 km², geheel bestaande uit land. Perry ligt op ongeveer 14 m boven zeeniveau.

## Plaatsen in de nabije omgeving
De onderstaande figuur toont nabijgelegen plaatsen in een straal van 56 km rond Perry.